# بلاك بولت
بلاك بولت هو شخصية خيالية في مارفل كومكس من ابتكار ستان لي وجاك كيربي، ظهرت الشخصية لأول مرة في ديسمبر 1965.